# Tanedra Howard
Tanedra Howard (Inglewood, California, 15 de agosto de 1980) es una ex actriz estadounidense. Howard ganó el reality show Scream Queens de VH1, obteniendo un papel en Saw VI.

## Biografía
Tanedra Howard nació el 15 de agosto de 1980 en Inglewood, California, donde creció, y se graduó en Inglewood High en 1998.Tanedra jamás tomó clases de actuación, sin embargo en el año 2008 ganó el reality show "Scream Queens" de VH1 y con él un papel en Saw VI.

## Filmografía
| Películas  | Películas     | Películas       | Películas                                 |
| Año        | Película      | Papel           | Notas                                     |
| ---------- | ------------- | --------------- | ----------------------------------------- |
| 2009       | Saw VI        | Simone Culliman | Intro de la película y escena en hospital |
| 2010       | Saw VII       | Simone Culliman | Escena en la terapia de grupo con Bobby   |
| Televisión |               |                 |                                           |
| Año        | Título        | Papel           | Notas                                     |
| 2008       | Scream Queens | Ella misma      | Competencia, ganadora                     |